# Košarovce
Košarovce (in ungherese Kosárvágása, in tedesco Kascherhau) è un comune della Slovacchia facente parte del distretto di Humenné, nella regione di Prešov.
Nella località sono stati rinvenuti reperti risalenti al Neolitico e all'Età del Bronzo. In epoca moderna, Košarovce viene menzionato per la prima volta nel 1408 (con il nome di Cassorhaw), quando la Signoria di Stropkov vi fece insediare coloni di origine tedesca. Nel XVIII secolo venne ceduto ai conti Vécsey e, nel XIX secolo passò agli Hadik-Barkócy. Nel 1944 venne distrutto dalle truppe occupanti tedesche.